# Йоан Екзарх
Йоан Екзарх (на старобългарски: Їѡаннъ Єѯархъ) е средновековен български писател и преводач, един от най-важните представители на Преславската книжовна школа от края на 9 и началото на 10 век.

## Живот
Сведенията за живота на Йоан Екзарх са оскъдни. Книжовното му наследство предполага отлично познаване на гръцкия език, затова обикновено се смята, че е получил образованието си във византийския град Цариград. Има версии, че е учил в столицата Константинопол заедно с бъдещия български владетел Симеон.
Според някои учени неговото прозвище „екзарх“ означава, че е бил архиепископ на Българската църква. Според тази хипотеза, поддържана от Трендафил Кръстанов, Йоан пребивава в Рим като пратеник на княз Борис I още през 866 година, по-късно получава от папа Йоан VIII титлата на български екзарх, а след смъртта на Методий го наследява като моравски архиепископ.
Според други автори прозвището „Екзарх“ не е свързано с епископско звание. Правени са опити Йоан Екзарх да бъде отъждествен с Черноризец Храбър или с Иван Рилски.

## Книжовна дейност
Около 893 г. Йоан Екзарх превежда на старобългарски част от Йоан Дамаскиновото „Точно изложение на православната вяра“ („Небеса“). Обяснителният предговор към този превод е дело на самия преводач. Той е съставител и на компилативния „Шестоднев“, съдържащ както преводни откъси от византийски автори (на първо място – Василий Велики), така и оригинални части. Последните включват най-ранните славянски текстове по медицина и астрономия и дават ценни исторически сведения за българския владетел (Симеон I), неговото облекло и дворец, болярите, общественото разслоение и други. Под името на Йоан Презвитер, когото повечето учени отъждествяват с Йоан Екзарх, са запазени няколко проповеди: „Похвално слово за Йоан Богослов“, две „Слова за Рождество Христово“, „Слово за Богоявление“, „Слово за Сретение Господне“, „Слово за Възнесение Господне“, „Слово за Преображение“, „Слово за Пасха“ и други.

## Памет
На Йоан Екзарх е наречена улица в квартал „Лозенец“ в София (Карта), както и гимназия във Варна ГПЧЕ "Йоан Екзарх"

## Съчинения
- Das Hexaemeron des Exarchen Johannes. Bd. 1 – 7. Hrsg. R. Aitzetmüller. Graz, 1958 – 1971.
- Des Hl. Johannes von Damaskus Ἔκθεσις ἀκριβὴς τῆς ὀρθοδόξου πίστεως in der Übersetzung des Exarchen Johannes. Hrsg. L. Sadnik, R. Aitzetmüller. Bd. 1 – 4. Wiesbaden, 1967 – 1983.
- Йоан Екзарх Български. Слова. Ред. Д. Мирчева. С., 1971.
- Йоан Екзарх. Шестоднев. Прев. Н. Цв. Кочев. С., 1981; 2 изд. 2000.
- Йоан Екзарх. Слова. С., 1993.
- Шестоднев Иоанна экзарха Болгарского. Ранняя русская редакция. Подг. Г. С. Баранкова. Отв. ред. А. М. Молдован. М., 1998.

## Изследвания

### Монографии
- Калайдович, К. Иоанн ексарх болгарский. Москва (1824)
- Архимандрит Панарет, Животът на Йоана Екзарха Български, Станимака (1914)
- Иванова-Мирчева, Д., Йоан Екзарх Български, Слова, т. 1, София (1974)
- Бонов, А. Възгледите за вселената на Йоан Екзарх български. София (1982)
- Чолова, Ц., Естественонаучните знания в средновековна България, София, изд. БАН (1988)
- Баранкова, Г. С., В. В. Мильков. Шестоднев Иоанна екзарха Болгарского. Санкт Петербург (2001)
- Трендафилов, Хр. Йоан Екзарх Български. София (2001)

### Статии
- Vondrák, V., O mluvě Jana Exarcha bulharského, Praha, с. 40 – 92, с. 95 – 97 (1896)
- Трифонов, Ю., Сведения из старобългарския живот в „Шестоднева“ на Йоан Екзарх, Списание на БАН, т. 35, с. 1 – 26 (1926)
- Мавродинов, Н., Описание на Преслав в Шестоднева на Йоан Екзарх, ИП, кн. 3, с. 66 – 76 (1955)
- Миятев, К., Два поетични фрагмента у Йоан Екзарх като исторически извори, Археология, кн. 1 – 2, с. 9 – 16 (1959)
- Хаджиолов, А., Йоан Екзарх Български като учен и философ, основоположник на българското естествознание, Проблеми на природата, кн. 8, с. 177 (1978)
- Боев, П., Йоан Екзарх Български – първият наш антрополог, Проблеми на природата, кн. 9 с. 317 (1978)
- Борисов, М., А. Ваврек, В. Кусев, Йоан Екзарх – първият разпространител на знания в областта на физическите науки у нас, Физика, кн. 1, с. 14 – 28 (1983)
- Борисов, М., А. Ваврек, Г. Камишева, „Йоан Екзарх Български – пръв разпространител на физически знания у нас“, Предшественици на разпространението и развитието на физическите знания в България, София, Народна просвета (1985) с. 5 – 65
- Икономова, Живка, Йоан Екзарх, Кирило-Методиевска енциклопедия. Гл. ред. П. Динеков. Том 2. София, Издателство на БАН, 1985, с. 169 – 194
- Чолова, Ц., Върховната власт и управлението в средновековната българска държава по времето на Симеон, отразени в „Шестоднева“ на Йоан Екзарх, Известия на Института по история, т. 27, с. 216 – 235 (1985)
- Чешмеджиев Д. Иоанн Экзарх //  Православная энциклопедия. Т. XXIV.   М., Церковно-научный центр «Православная энциклопедия», 2010. ISBN 978-5-89572-044-8. с. 663-669. (на руски)